# الإعاقة في كوريا الشمالية
من الصعب العثور على معلومات موثوقة حول الإعاقة في كوريا الشمالية، مثل المعلومات الأخرى حول الظروف الاجتماعية في البلاد. اعتبارًا من عام 2016، أصبحت كوريا الشمالية دولة موقعة على اتفاقية الأمم المتحدة لحقوق الأشخاص ذوي الإعاقة.
في عهد كيم إيل سونغ، كان المحاربون القدامى المعاقون يتمتعون بمكانة اجتماعية عالية. تم إنشاء مصنع لتشغيل الجنود ذوي الإعاقة في عام 1970. كانت حياة المعاقين الآخرين في عهد كيم إيل سونغ "محزنة، إن لم تكن مروعة"، وفقًا للباحث في شؤون كوريا الشمالية فيودور تيرتيتسكي. في عام 1998، تأسست الجمعية الكورية لدعم ذوي الإعاقة، والتي أُعيدت تسميتها فيما بعد إلى الاتحاد الكوري لحماية ذوي الإعاقة، لتمثيل حقوق ومصالح الأشخاص ذوي الإعاقة بدعم من وزارة الصحة العامة.

## اتفاقيات حقوق الأشخاص ذوي الإعاقة
وباعتبارها دولة طرف في العهد الدولي الخاص بالحقوق الاقتصادية والاجتماعية والثقافية، واتفاقية حقوق الطفل، واتفاقية حقوق الأشخاص ذوي الإعاقة، فإن كوريا الشمالية ملزمة دولياً بالامتناع عن التمييز ضد شعبها على أساس الإعاقة (من بين أمور أخرى). وبموجب المادة 2 من اتفاقية حقوق الطفل، "تحترم الدول الأطراف وتضمن الحقوق المنصوص عليها في هذه الاتفاقية لكل طفل يخضع لولايتها دون أي نوع من أنواع التمييز، بغض النظر عن عرق الطفل أو والديه أو الوصي القانوني عليه أو لونهم أو جنسهم أو لغتهم أو دينهم أو رأيهم السياسي أو غيره أو أصلهم القومي أو العرقي أو الاجتماعي أو ثروتهم أو إعاقتهم أو مولدهم أو أي وضع آخر" (التأكيد مضاف).
صادقت كوريا الشمالية على اتفاقية حقوق الأشخاص ذوي الإعاقة في ديسمبر 2016.
في مايو 2017، قام المقرر الخاص للأمم المتحدة المعني بحقوق الأشخاص ذوي الإعاقة بأول زيارة رسمية إلى كوريا الشمالية استغرقت ثمانية أيام.  وفي مؤتمر صحفي عقد في نهاية زيارتها، دعت المقررة كاتالينا ديفانداس أغيلار إلى إيلاء المزيد من الاهتمام للأشخاص ذوي الإعاقة في البلاد.

## الخدمات الاجتماعية
تذكر منظمة هانديكاب إنترناشونال الخيرية أنها تعمل في كوريا الشمالية منذ عام 1999، حيث تساعد الاتحاد الكوري لحماية الأشخاص ذوي الإعاقة، بما في ذلك دعم المراكز الطبية العظمية التي تخدم الآلاف من الأشخاص ذوي الإعاقة. أفادت اللجنة الدولية للصليب الأحمر في عام 2006 أنها ساعدت في إنشاء مركز لإعادة تأهيل الأشخاص ذوي الإعاقة في بيونج يانج، وساعدت في دعم برنامج إعادة التأهيل حتى عام 2017. وتشير الحملة الدولية لحظر الألغام الأرضية إلى أن كوريا الشمالية "تمتلك نظامًا شاملاً لمساعدة الأشخاص ذوي الإعاقة؛ إلا أن هذا النظام محدود بسبب الوضع الاقتصادي العام للبلاد".
ومع ذلك، ذكر المقرر الخاص للأمم المتحدة المعني بحالة حقوق الإنسان في جمهورية كوريا الشعبية الديمقراطية، مرزوقي داروسمان، ما يلي في تقريره أمام الدورة الثانية والعشرين لمجلس حقوق الإنسان التابع للأمم المتحدة :
"منذ عام ٢٠٠٣، أعربت لجنة حقوق الإنسان عن قلقها العميق إزاء "إساءة معاملة الأطفال ذوي الإعاقة والتمييز ضدهم". ومنذ عام ٢٠٠٦، دأبت الجمعية العامة على إدانة "التقارير المستمرة عن انتهاكات حقوق الإنسان والحريات الأساسية للأشخاص ذوي الإعاقة، وخاصةً استخدام المعسكرات الجماعية والتدابير القسرية التي تنتهك حق الشخص ذي الإعاقة في اتخاذ القرار بحرية ومسؤولية بشأن عدد أطفاله والفترة الفاصلة بينهم". في حين أشار المقرر الخاص في عام ٢٠٠٦ إلى أن "الوضع الذي يواجهه ذوو الإعاقة حتى الآن يتمثل في إبعادهم عن العاصمة، وخاصةً ذوي الإعاقات العقلية، حيث يُحتجزون في مناطق أو معسكرات تُعرف باسم "الجناح ٤٩" في ظروف قاسية وغير إنسانية".

اعتمدت كوريا الشمالية قانونًا في عام 2003 لتعزيز المساواة في الوصول للأشخاص ذوي الإعاقة إلى الخدمات العامة وزعمت في تقريرها الثاني بشأن الامتثال للعهد الدولي الخاص بالحقوق الاقتصادية والاجتماعية والثقافية أن مواطنيها ذوي الإعاقة محميون. انضمت كوريا الشمالية إلى هذا العهد في 14 سبتمبر 1981. ومع ذلك، لم يتم تنفيذ قانونها، ويشهد اللاجئون الكوريون الشماليون في الجنوب بأن الأشخاص ذوي الإعاقة يتعرضون للتمييز الشديد ما لم يكونوا جنودًا جرحى يقولون إن جراحهم كانت نتيجة للعدوان الأمريكي في الحرب الكورية.
بحلول عام 2008، أفادت الأمم المتحدة أن الحكومة "بدأت في النظر في الرعاية الاجتماعية للأشخاص ذوي الإعاقة". وجد تعداد السكان لعام 2008، الذي أجري بمساعدة صندوق الأمم المتحدة للسكان، أن 8.16% من السكان يعانون من نوع ما من الإعاقة: 2.4% إعاقة بصرية، و1.7% إعاقة سمعية، و2.5% إعاقة حركية، و1.5% إعاقة عقلية.

## الفصل في المخيمات
تم نقل الأشخاص ذوي الإعاقة، باستثناء المحاربين القدامى، إلى أماكن بعيدة عن المدن منذ حكم كيم إيل سونغ.
في أوائل العقد الأول من القرن الحادي والعشرين، وردت تقارير تفيد بأن الأشخاص ذوي الإعاقة في كوريا الشمالية كانوا محتجزين في معسكرات، و"يتعرضون لظروف قاسية وغير إنسانية". في عام 2006، أفاد فيتيت مونتاربورن، المقرر الخاص للأمم المتحدة المعني بحقوق الإنسان، بأن الكوريين الشماليين ذوي الإعاقة تم استبعادهم من عاصمة البلاد بيونج يانج، وتم احتجازهم في معسكرات حيث تم تصنيفهم حسب الإعاقة. وأفاد المنشقون بوجود "معسكرات جماعية للأقزام "، حيث يُمنع نزلاؤها من إنجاب الأطفال.

## رياضة
شاركت كوريا الشمالية لأول مرة في الألعاب البارالمبية في دورة الألعاب البارالمبية الصيفية 2012 في لندن، حيث أرسلت ممثلًا واحدًا (ريم جو سونج، وهو مبتور الذراع والساق اليسرى) للتنافس في السباحة. ذكرت ياهو نيوز في عام 2012 أن هناك مركزًا ثقافيًا بارالمبيًا موجودًا في بيونج يانج. أرسلت الدولة اثنين من الرياضيين في ألعاب القوى إلى دورة الألعاب البارالمبية الصيفية 2016 في ريو دي جانيرو.

## تجربة الصم
وكما ذكرنا آنفا، فمن الصعب العثور على معلومات حول تجربة الصم بالنسبة للمواطنين الكوريين الشماليين. تميل الثقافة الكورية إلى النظر بازدراء إلى الأشخاص ذوي الإعاقة. في كثير من الأحيان، يُعتقد أن الإعاقة جاءت من خطايا الحياة الماضية. وبسبب هذا، "يعتقد أفراد الأسرة أن الإعاقة تضر بمكانتهم الاجتماعية ويحاولون إخفاء الشخص المعاق". هذا الموقف تجاه الصمم منتشر جدًا في كوريا الشمالية. ونحن نرى ذلك من خلال عدم وجود تقارير عن طفل أصم في الأسر الكورية الشمالية. يعد تشخيص الأطفال في سن ما قبل المدرسة الذين يعانون من إعاقات سمعية أمرًا صعبًا للغاية لأن الآباء غير راغبين في إجراء الاختبار لهم. كما أن 2% فقط من الأطفال الصم في كوريا الشمالية مسجلون في مدارس الصم، مقارنة بمتوسط 10-12% من الأطفال الصم في البلدان النامية الأخرى.  هناك أيضًا ثقافة تتمثل في قيام الأسر بـ"إخفاء" أطفالها المعاقين عن أعين الجمهور، وبالتالي فإن المعلومات المتاحة قد لا تكون دقيقة بالنسبة لكل مقيم أصم. وبسبب هذا الخوف من الكشف عن الإعاقات، لا يتم تقديم قدر كبير من التعليم حول الإعاقات السمعية للمواطنين الكوريين الشماليين الصم أو ضعاف السمع. في كثير من الأحيان يختار الآباء إبقاء طفلهم الصم في المنزل بدلاً من إرساله إلى مدرسة داخلية لهذا السبب. وهذا يجعل من الصعب على الأطفال الصم الحصول على التعليم المناسب ودمجهم في المجتمع.
بالنسبة للعائلات التي تكشف عن صمم طفلها، هناك العديد من المدارس للصم في كوريا الشمالية. بدأت المدارس في الإنشاء في أربعينيات القرن العشرين، وبحلول عام 1995 كان هناك ثماني مدارس خاصة للصم. توفر هذه المدارس التعليم باللغة الإشارة الكورية، والتي اعترفت بها الحكومة الكورية كلغة في عام 2003. توفر هذه المدارس 10 سنوات دراسية فقط، وتُعد طلابها لمهن محددة للغاية، مثل الحلاقة أو الخياطة. ونتيجة لعدم وجود تدريب وظيفي متنوع، فإن دمج الصم في العمل أمر نادر.
في عام 2003، جاء رجل ألماني يدعى روبرت جروند إلى كوريا الشمالية كممثل للاتحاد العالمي للصم. وكان هدفه عند مجيئه إلى كوريا الشمالية هو تمكين المزيد من الأفراد الصم، وإنشاء المزيد من مدارس الصم، وتعليم لغة الإشارة الكورية لمزيد من المترجمين. أحد أهم الأشياء التي اشتهر بها جروند هو إنشاء أول روضة أطفال للصم في بيونج يانج. شعاره هو "لا شيء عنا بدوننا"، وهذا يعني أن المواطنين الصم في كوريا الشمالية يستحقون أن يكون لهم رأي في السياسات التي يتم وضعها للأشخاص ذوي الإعاقة.
في عام 2014، ظهرت لأول مرة في كوريا الشمالية فريق كرة قدم للصم فقط. لعبوا أول مباراة خارج البلاد في أستراليا. ويتراوح عمر اللاعبين بين 15 و25 عامًا ويتواصلون مع مدربهم باستخدام لغة الإشارة والأعلام. هناك الكثير من الجدل حول ما إذا كان هذا دليلاً على أن كوريا الشمالية تعامل مواطنيها الصم بشكل جيد. قد يكون فريق كرة القدم بمثابة حيلة لجعل الدول الأخرى تعتقد أنها تعامل مواطنيها الصم بشكل جيد.

## مزاعم قتل الأطفال المصابين بعيوب خلقية
في عام 2006، أفادت وكالة الأنباء الكاثوليكية وصحيفة التايمز أن الطبيب الكوري الشمالي المنشق ري كوانج تشول زعم أن الأطفال الذين يولدون بعيوب جسدية يتم قتلهم بسرعة ودفنهم. وقد تم الطعن في هذا الادعاء في مقال في مجلة الدبلوماسي.